# Anatomia equina
A anatomia equina refere-se à descrição dos organismos da família dos equinos e de outros equídeos. A anatomia desses animais é muito semelhante; porém, encontram-se diferentes nomenclaturas de estruturas e aspectos entre eles, podendo existir termos específicos para algumas espécies. 

## Esqueleto

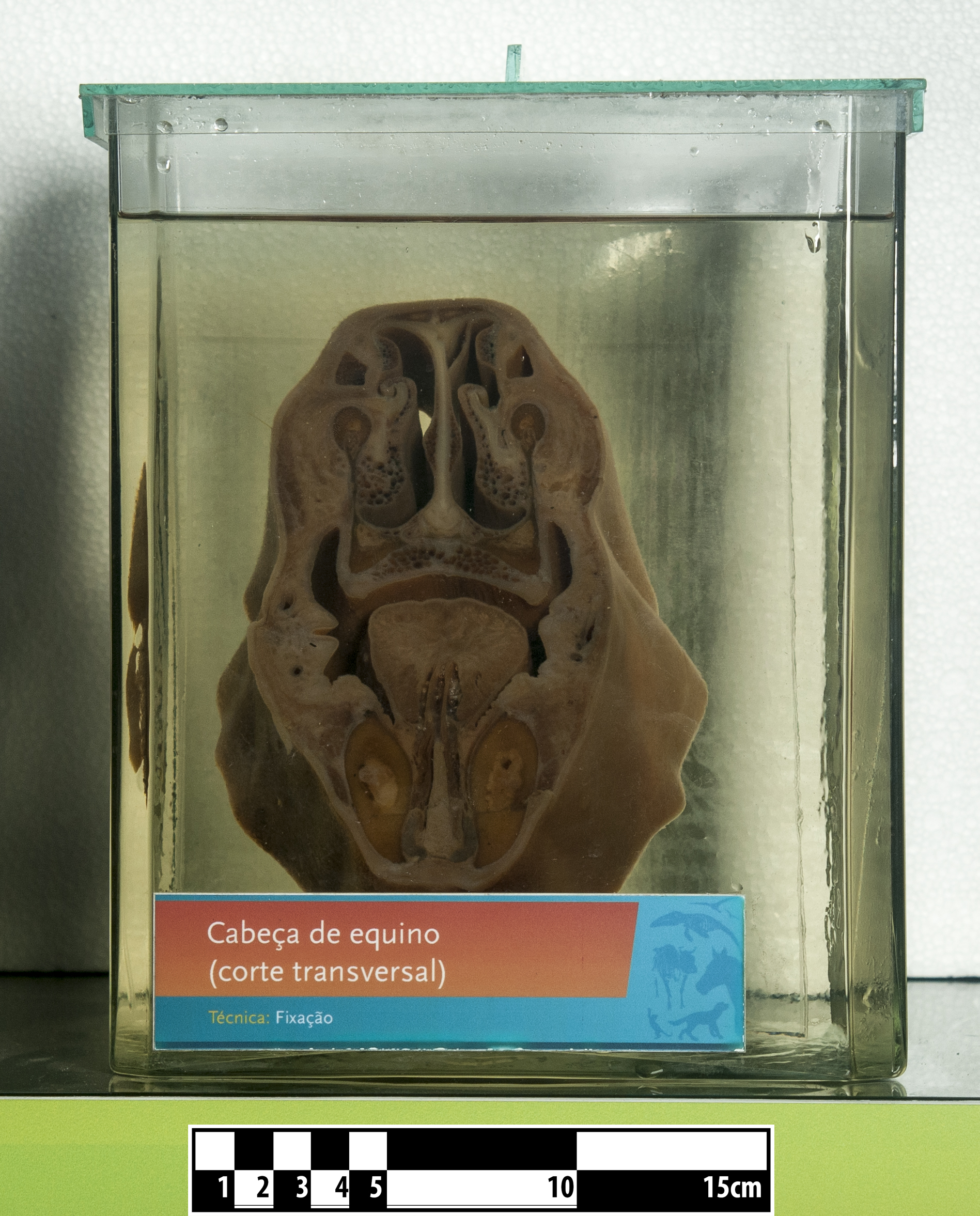
Secção transversal de uma cabeça de cavalo em exposição no MAV/USP.

O esqueleto tem como funções: sustentação, reserva de minerais, locomoção, proteção de órgãos vitais e Hematopoiese (produção de células sanguíneas). É dividido em axial, apendicular e esplâncnico ou visceral. 
- O esqueleto axial é composto da coluna vertebral, costelas, esterno, e crânio;
- O apendicular inclui os ossos dos membros.
- O esplâncnico ou visceral consiste de ossos desenvolvidos na substância de algumas das vísceras ou órgãos moles, como exemplo: osso peniano no cão e o osso do coração no boi e carneiro.[1]

Os ossos são ligados aos músculos por tendões e outros ligamentos. Podem ser classificados quanto à forma:
- Osso longo, exemplos: fêmur e úmero
- Osso curto, exemplo: carpo
- Osso plano, exemplo: escápula
- Osso alongado, exemplo: costelas

Os ossos do equino são similares aos de outras espécies domésticas, porém o terceiro metacarpo e metatarso são bem mais desenvolvidos e o segundo e o quarto são pouco desenvolvidos, não tendo o primeiro e o quinto metacarpo e metatarso.
O esqueleto do equino consta de 205 ossos, como se indica na tabela a seguir:
| Coluna Vertebral                       | 54 |
| Costelas                               | 36 |
| Esterno                                | 1  |
| Cabeça (incluindo ossículos do ouvido) | 34 |
| Membros torácicos                      | 40 |
| Membros pélvicos                       | 40 |

## Coluna Vertebral
A fórmula vertebral do equino é C7 T18 L6 S5 Ca15-21. Representando assim: 7 vértebras cervicais, 18 torácicas, 6 lombares, 5 sacrais e de 15 a 21 caudais.
Os processos espinhosos encontrados na linha média dorsal, são cristas baixas na região cervical, a exceção da segunda e da sétima vértebras. Atingem o máximo de altura na quarta e quinta vértebra torácica, e diminuem até a décima quinta ou décima sexta torácicas.
O canal vertebral atravessa a coluna vertebral apresentando curvaturas que correspondem às dos corpos vertebrais, variando seu diâmetro em diversos pontos. Seu maior diâmetro esta no atlas e é reduzido no áxis. Alarga-se consideravelmente na junção das regiões cervicais e torácicas para acomodar o alargamento cervical da medula espinhal. O Canal vertebral estreita-se mais ao meio da região torácica do que em qualquer dos pontos anteriores, isto esta correlacionado ao tamanho reduzido da medula espinhal e aos movimentos limitados da coluna nesta região. Na metade da coluna lombar o canal se amplia novamente para acomodar o alargamento lombar da medula espinhal. Já no sacro o canal diminui e deixa de ser completo na quarta vértebra caudal.

## Galeria

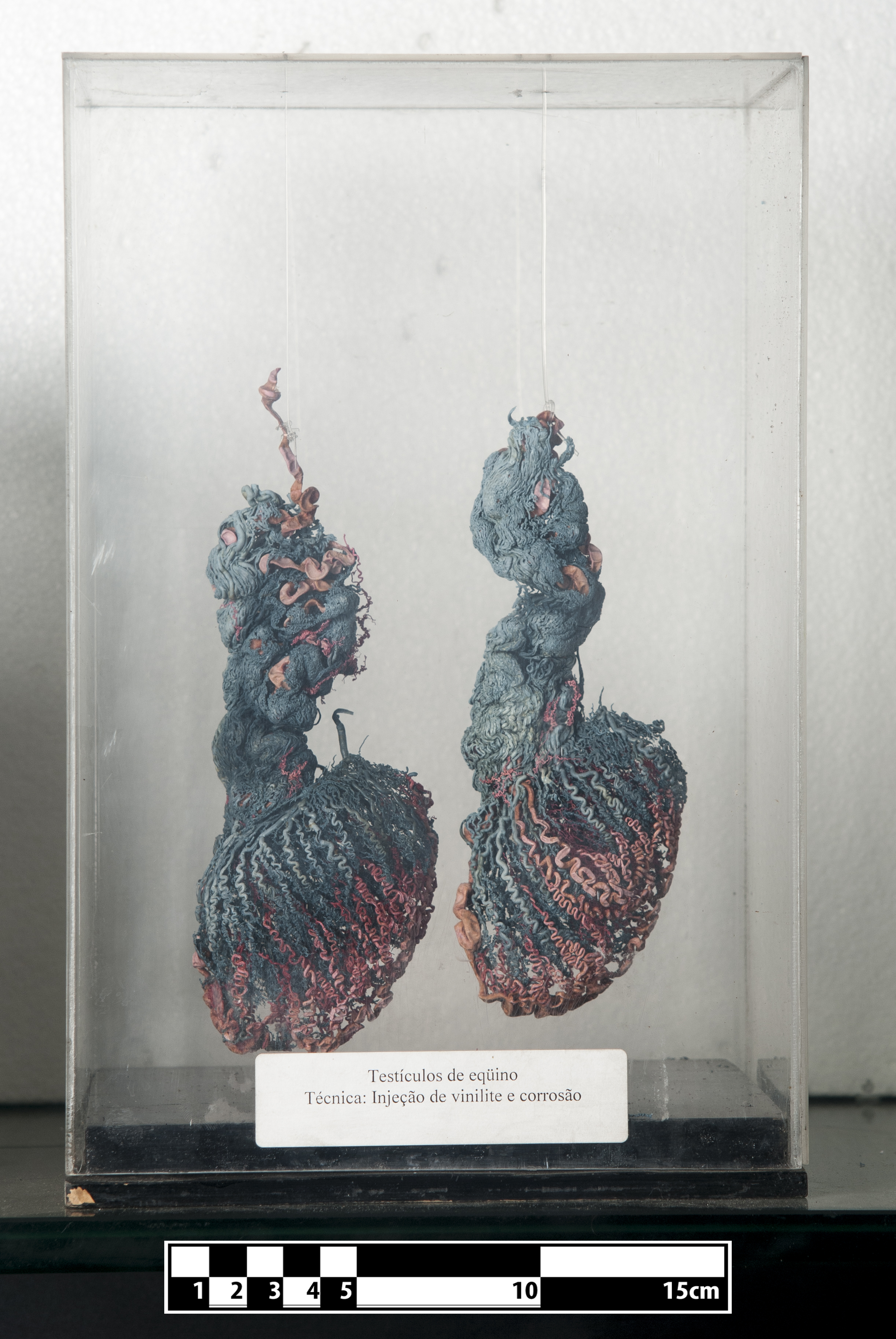
Testículos de equino após a técnica de vinilite e corrosão.
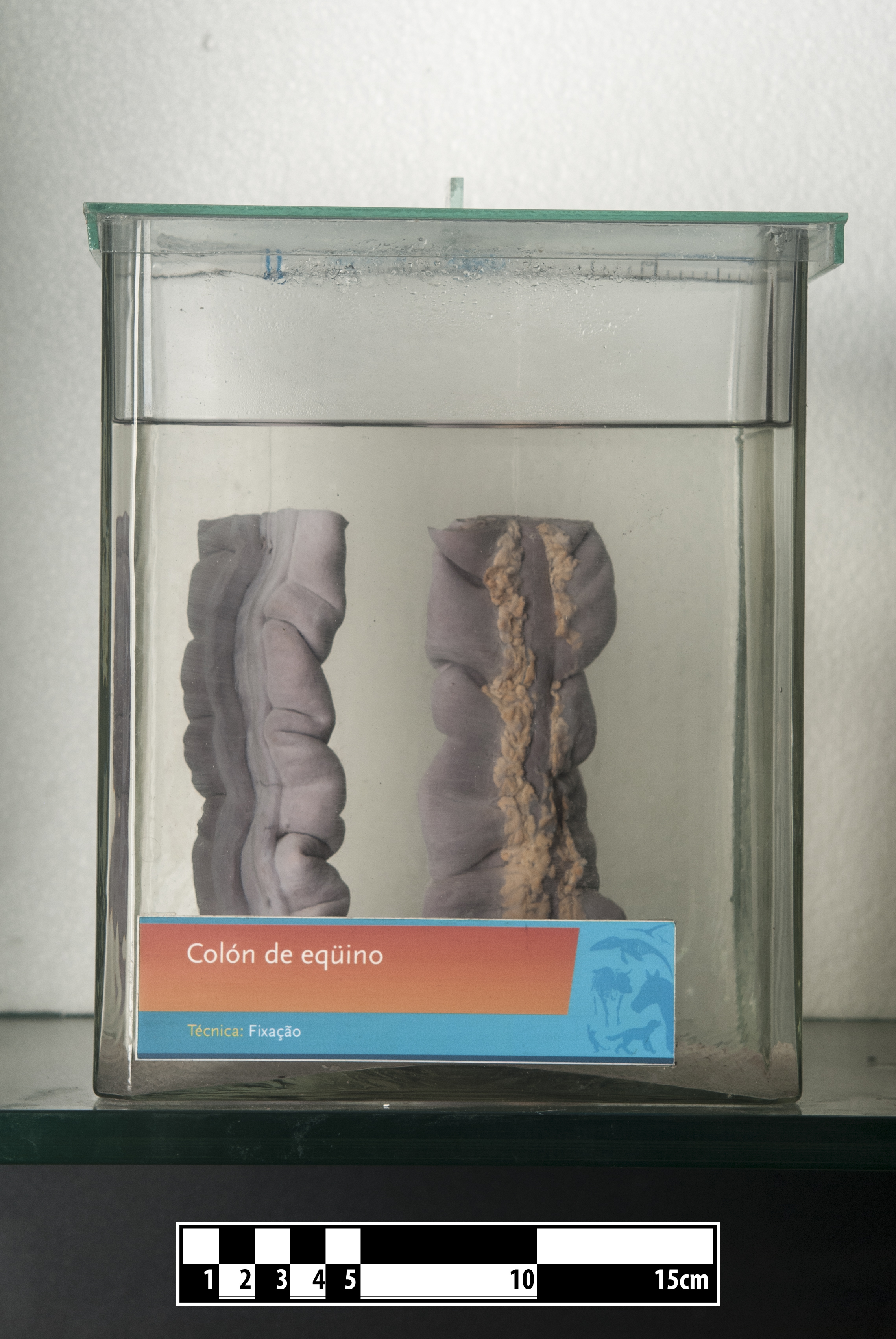
Colón equino. Em exposição no MAV/USP.
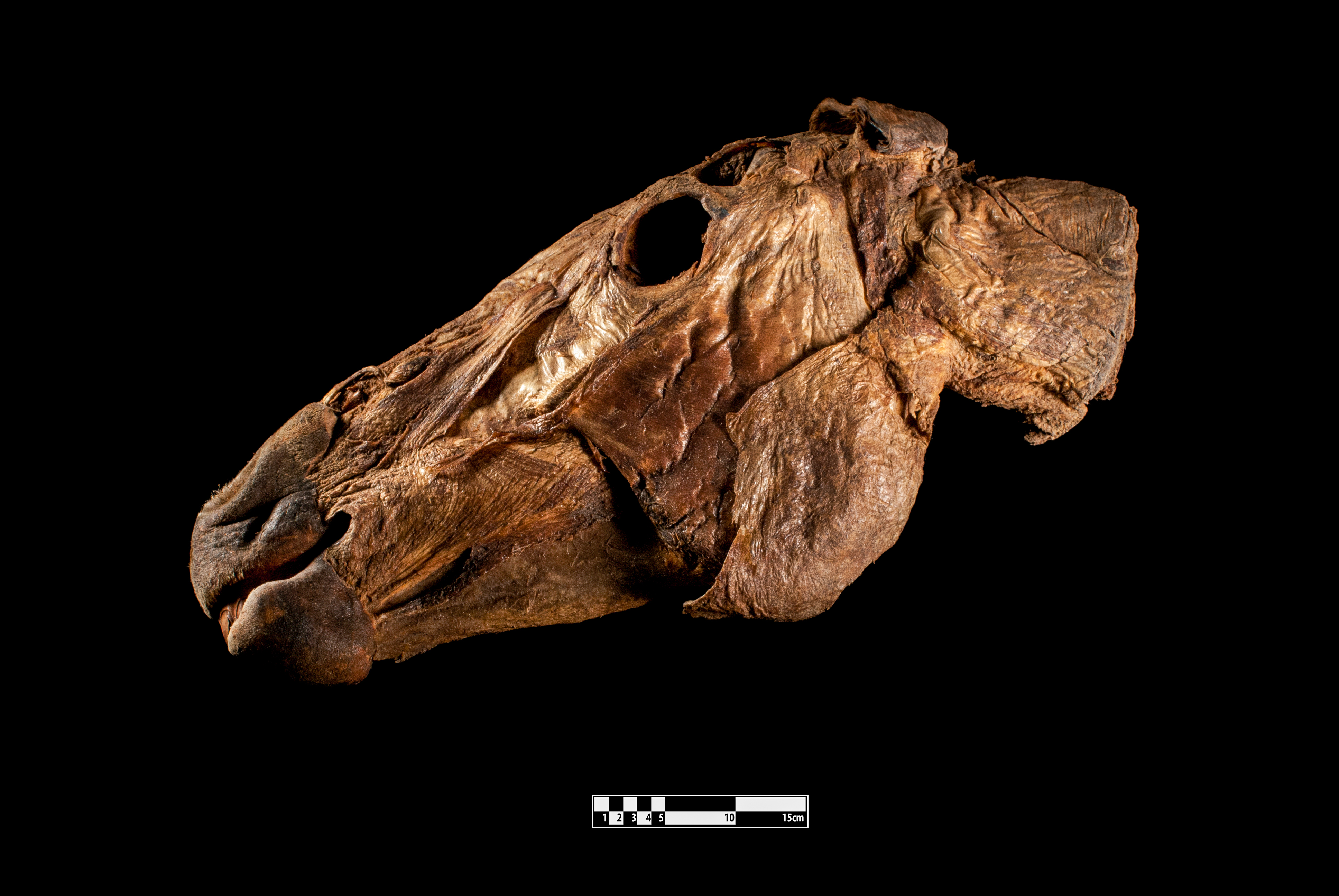
Artefato que apresenta os músculos da cabeça de equino. Em exposição no MAV/USP.
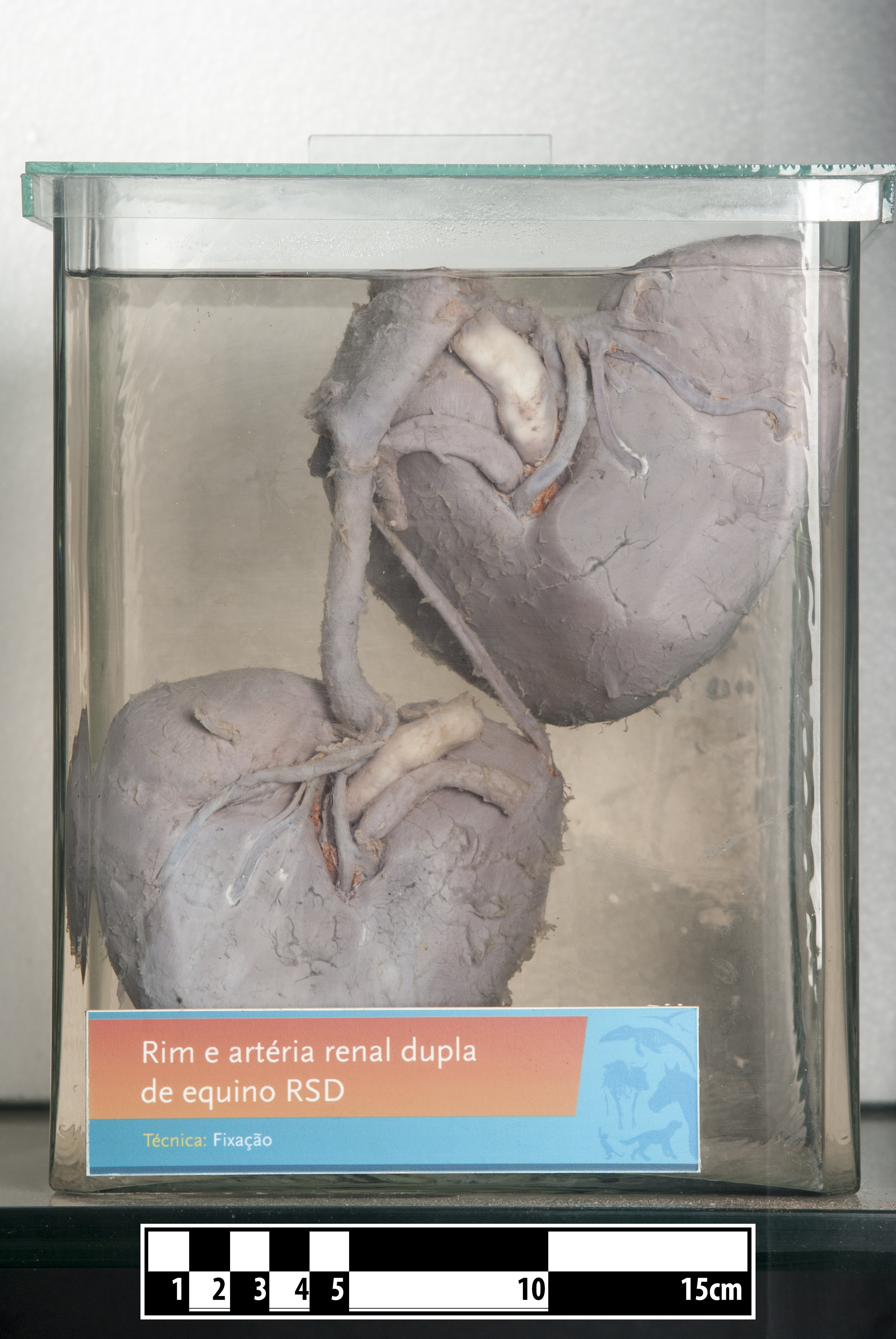
Rins e artéria renal dupla de equino RSD.
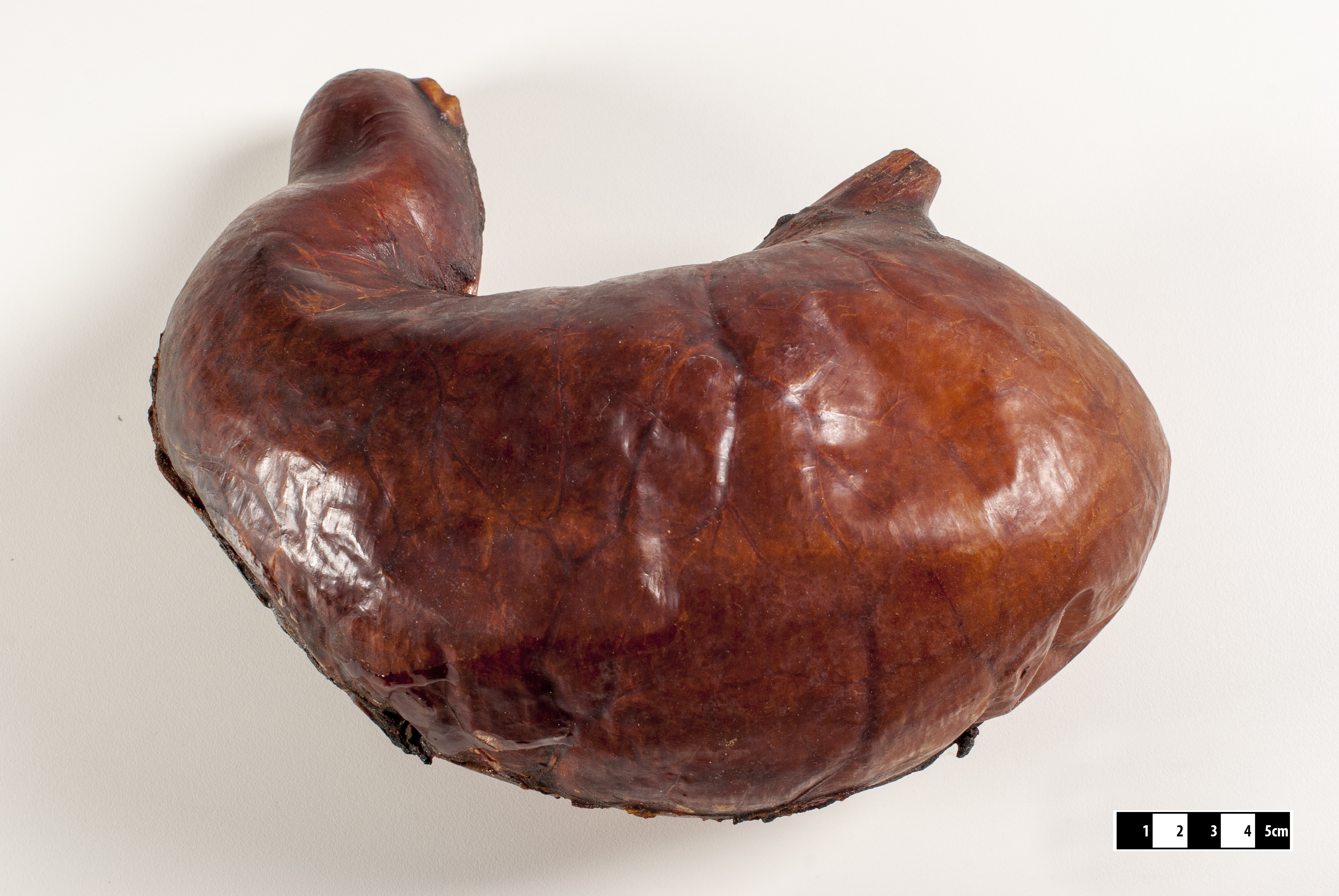
Estômago equino. Em exposição no MAV/USP.
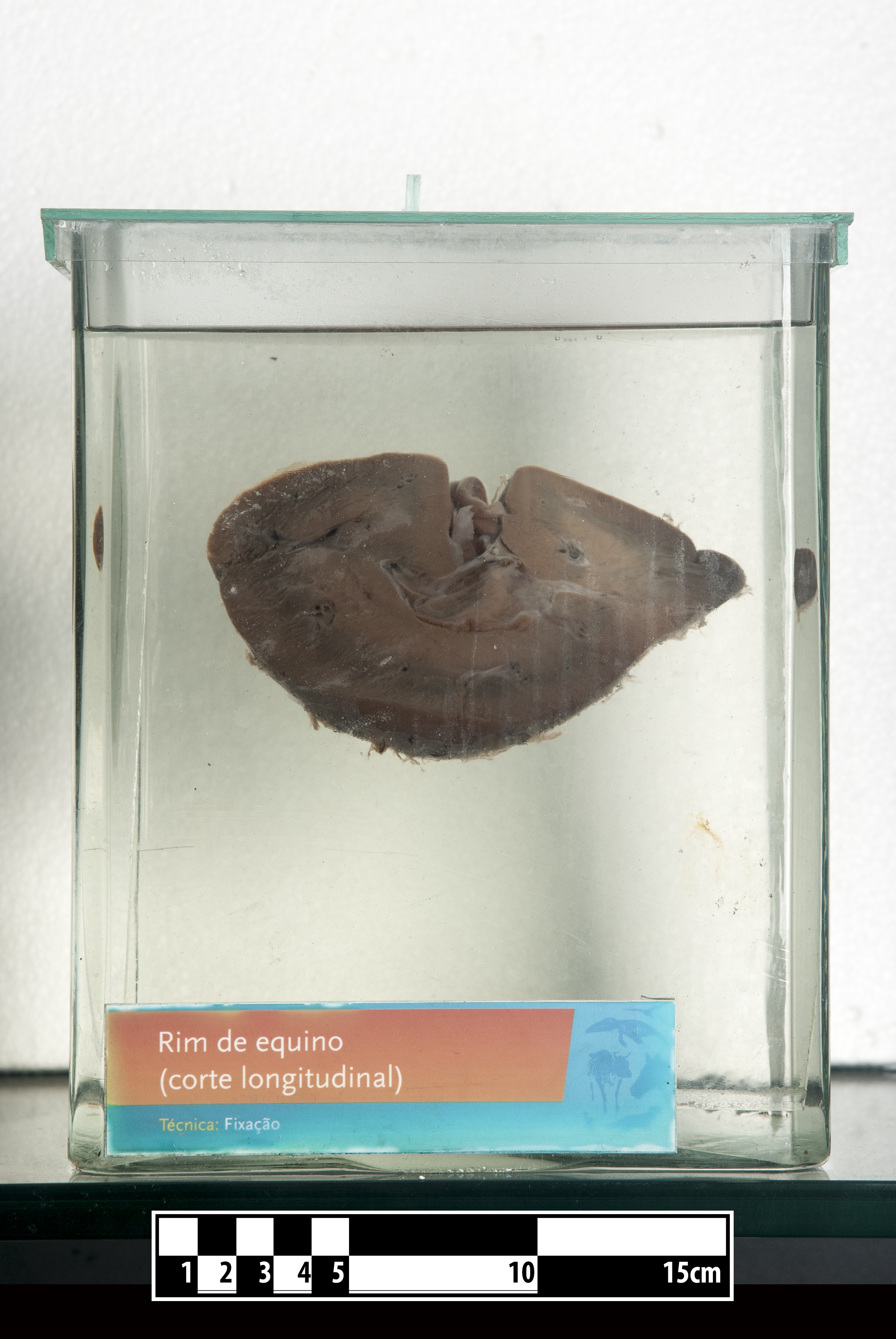
Rim equino (corte longitudinal)